# Leptobrachium leishanense
Espèce
Synonymes
- Vibrissaphora leishanensis Liu & Hu, 1973
- Leptobrachium leishanensis (Liu & Hu, 1973)

Statut de conservation UICN

 EN B1ab(v) : En danger
Leptobrachium leishanense est une espèce d'amphibiens de la famille des Megophryidae.

## Répartition
Cette espèce est endémique du Sud-Est de la province du Guizhou en République populaire de Chine. Elle se rencontre entre 800 et 1 800 m d'altitude dans le xian de Leishan,.

## Étymologie
Son nom d'espèce, composé de leishan et du suffixe latin -ense, « qui vit dans, qui habite », lui a été donné en référence au lieu de sa découverte, le xian de Leishan.

## Publication originale
- Hu, Zhao & Liu, 1973 : A survey of amphibians and reptiles in Kweichow province, including a herpetofaunal analysis. Acta Zoologica Sinica, Beijing, vol. 19, p. 149-181.